# Удюрма (посёлок)
Удюрма (горномар. Ӹдӹрмӹ) — посёлок в Килемарском районе Республики Марий Эл. Входит в состав городского поселения Килемары.

## География
Находится в западной части республики Марий Эл на расстоянии приблизительно 12 км по прямой на восток-северо-восток от районного центра посёлка Килемары.

## История
Посёлок был образован как лесоучасток в 1938 году. В 1949 году в посёлке имелись 6 домов, столовая, пекарня, магазин, контора находилась в деревне Актаиха Санчурского района. Работали в основном сезонные рабочие, присланные из деревень Санчурского района. До 1952 года посёлок находился в составе Санчурского леспромхоза, развитие его началось с освоением Удюрминского лесного массива и строительством узкоколейной железной дороги от Куж-Коноплянника до Агафоново. В 1954 году Удюрминский лесопункт вошёл в Килемарский леспромхоз. В 1957 году в посёлке насчитывалось 241 хозяйство. В 1962 году в 236 дворах проживали 1047 человек. В 1972 году закрыли железную дорогу, население постепенно начало покидать посёлок. В 1974 году в 139 хозяйствах проживали 566 жителей. В 1977 году лесоучасток Удюрма уже в качестве подсобного хозяйства вошёл в состав колхоза «Светлый луч», в 1994 году — в состав Килемарского лесокомбината. В посёлке находилась контора Удюрминского лесничества. В 1998 году в 65 дворах проживали 203 человека.

## Население
Население составляло 157 человек (русские 83 %) в 2002 году, 105 в 2010.